# Cesare Goldmann
Cesare Goldmann (Trieste, 21 de julio de 1858 – Roma, 10 de octubre de 1937) fue un empresario y político italiano.

## Biografía
Cesare Goldmann nació en Trieste, hijo de Enrico Goldmann y Carolina Norsa Goldmann, en una familia acomodada de origen judío. Cuando tenía 15 años, la familia se arruinó ante el colapso de la Bolsa de Viena. Su hermana mayor, Sofía Goldmann, se casaría con Federico Tivoli y del matrimonio nacería Arduina Fanny Irma Tivoli (1873-1949), esposa a su vez de Angelo Sraffa, y madre del conocido economista Piero Sraffa.
Debido a las dificultades económicas de la familia, se ve obligado a interrumpir sus estudios y buscar trabajo, cosa que hará en una fábrica de la Cotonificio Cantoni, con sede en Turín, una ciudad a la que se trasladó en 1876. En Turín se aparta de la fe judía para adherirse a la masonería. Conecta con la logia Pietro Micca-Ausonia de Turín y se convierte en venerable hermano entre 1889 y 1891, haciéndose llamar Edoardo Daneo. Se casó con Emma De Benedetti, con quien tuvo un hijo, Henry, y una hija, Lia Silvia.

## Trayectoria
Pronto, Goldmann ocupó el cargo de concejal de la ciudad de Turín, cargo para el que fue elegido en 1892 y 1895. Durante esta etapa financió el Club Garibaldi y se convirtió en promotor de diversas actividades filantrópicas, contribuyendo a la creación en Turín, junto con los hermanos de la logia, de una sociedad de ayuda mutua, así como de jardines de infancia y cocinas populares.
En 1897 se trasladó a Milán, donde trabajó en la Stamperia Italiana en calidad de director comercial; mantuvo este puesto hasta 1907. En Milán, ingresó en la logia ambrosiana Eterna Luce. Adquirió una posición preeminente en el mundo de los negocios en Milán, asumiendo la presidencia de la varias empresas, entre ellas: la Sociedad Italiana de Crédito, una Compañía de importación y exportación, la sociedad Moncenisio o la Fundición milanesa de acero. Fue accionista de varios diarios de amplia circulación, como «Il Sole», «Il Carroccio» e «Il Secolo». Evolucionó hacia posiciones irredentistas e intervencionistas en política y presidió durante la Primera Guerra Mundial la Asociación Italia Redenti.

## Il Popolo d'Italia
En 1917, tras la expulsión de Mussolini del Partido Socialista, financió el diario Il Popolo d'Italia, con graves dificultades económicas. En marzo de 1919 fue uno de los 206 participantes (enumerados por Franzinelli) en la reunión para la fundación del partido de Mussolini. Más adelante, junto con Jósef Leopold Toeplitz, Elio Jona y Gino Olivetti, financió la marcha sobre Roma. Según algunas fuentes, Goldmann fue uno de los grandes apoyos económicos del Partido Nacional Fascista. En la década de 1920 y 1930 fue presidente de la Sociedad de crédito comercial italiano, de la Fundición milanesa de acero, así como cofundador y vicepresidente de la casa editorial Imperia, propiedad del Partido Nacional Fascista, junto con, entre otros, el senador Borletti y Dino Grandi.